# Marx-Engels-Werke

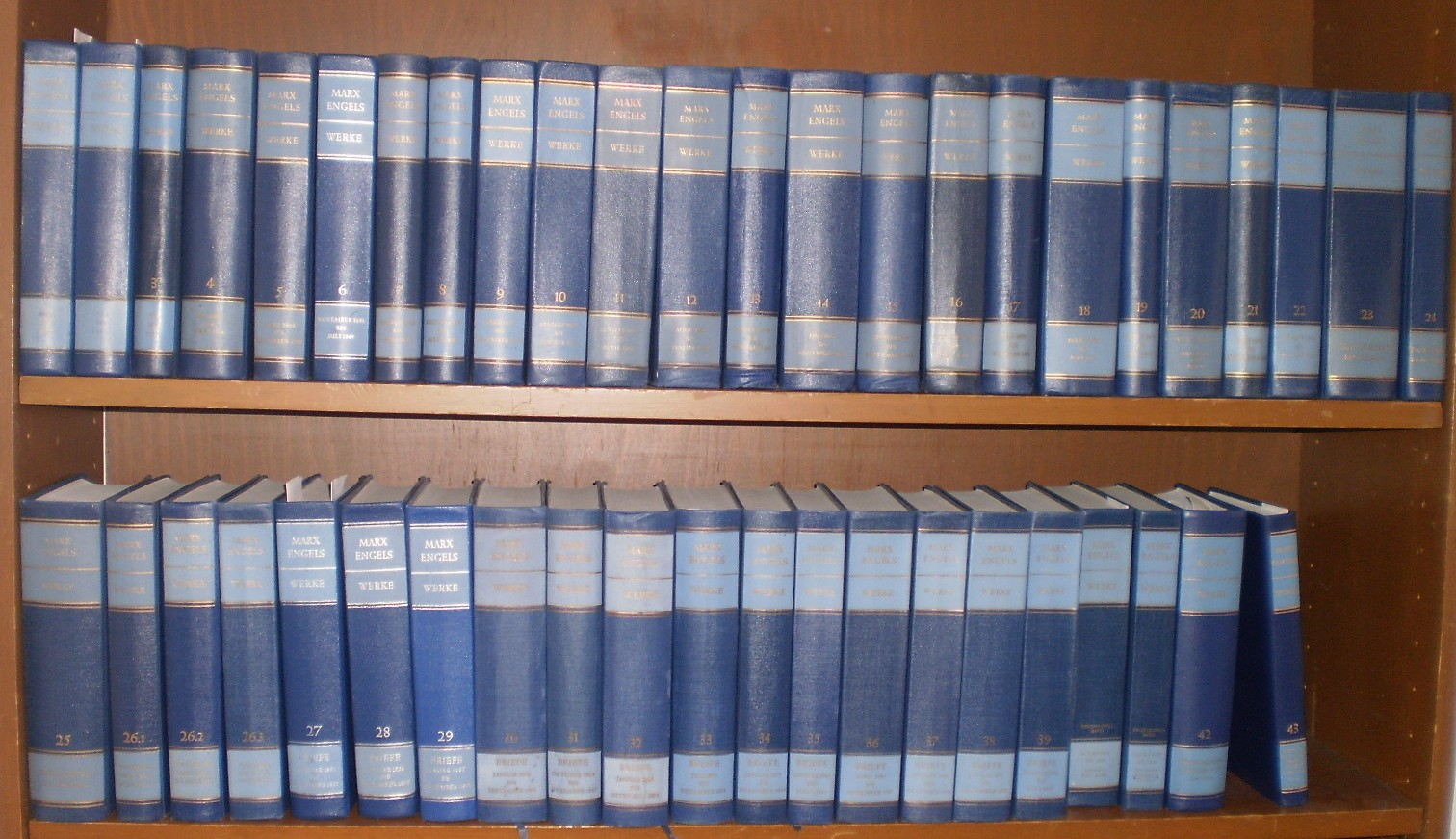
'Marx-Engels-Werke'

Marx-Engels-Werke (MEW) är en samling skrifter av Karl Marx och Friedrich Engels som gavs ut av Institutet för marxismen-leninismen vid Tysklands socialistiska enhetspartis centralkommitté i DDR mellan åren 1956 och 1990. MEW består av 44 band (i 46 böcker) och innehåller de flesta av Marx och Engels skrifter.
MEW är till skillnad från det mer ambitiösa Marx-Engels-Gesamtausgabe (MEGA) inte en vetenskapligt kritisk utgåva och har blivit kritiserad för att vara tendentiös. Utgivarnas förord och anmärkningar är mycket partiska och försöker klämma in Marx och Engels i en form passande det ideologiska läget i Sovjetunionen och DDR vid tiden för publicerandet.
| ”                                                                        | "Utgivningen av Karl Marx och Friedrich Engels verk på det tyska språket, som följer på beslut av Tysklands socialistiska enhetspartis centralkommitté, är en händelse av stor politisk och vetenskaplig betydelse. För första gången blir därmed det mäktiga livsverket av det tyska folkets bästa söner tillgängligt i Tyskland, Marx och Engels hemland." | „ |
| – Marx-Engels-Werke Band 1, sid. IX. Ur "Förord till den tyska upplagan" | |   |

## Innehåll
- Band 1-22: Skrifter och artiklar från åren 1839 till 1895.
- Band 23-25: Marx' magnum opus Kapitalet
- Band 26 (tre böcker): Teorier om mervärdet
- Band 27-39: Brev
- Band 40-41: Ungdomsskrifter (ursprungligen utgivna som onumrerade supplementband)
- Band 42: Ekonomiska manuskript från 1857-58 (huvudsakligen manuskriptet Grundrisse)
- Band 43-44: Ekonomiska manuskript från 1861-63.